# Martín Pando
Martín Esteban Pando (Buenos Aires, 1934. december 29. – Buenos Aires, 2021. május 7.) argentin válogatott labdarúgó, edző.
Az argentin válogatott tagjaként részt vett az 1962-es világbajnokságon.

## Sikerei, díjai
Edzőként
River Plate
- Argentin bajnok (1): 1983